# Keith Ballard
Keith Galen Ballard (* 26. November 1982 in Baudette, Minnesota) ist ein ehemaliger US-amerikanischer Eishockeyspieler. Der Verteidiger absolvierte in der National Hockey League zwischen 2004 und 2015 über 600 Spiele für die Phoenix Coyotes, Florida Panthers, Vancouver Canucks und Minnesota Wild. Mit der Nationalmannschaft der Vereinigten Staaten nahm er an vier Weltmeisterschaften teil und gewann dabei 2004 die Bronzemedaille.

## Karriere

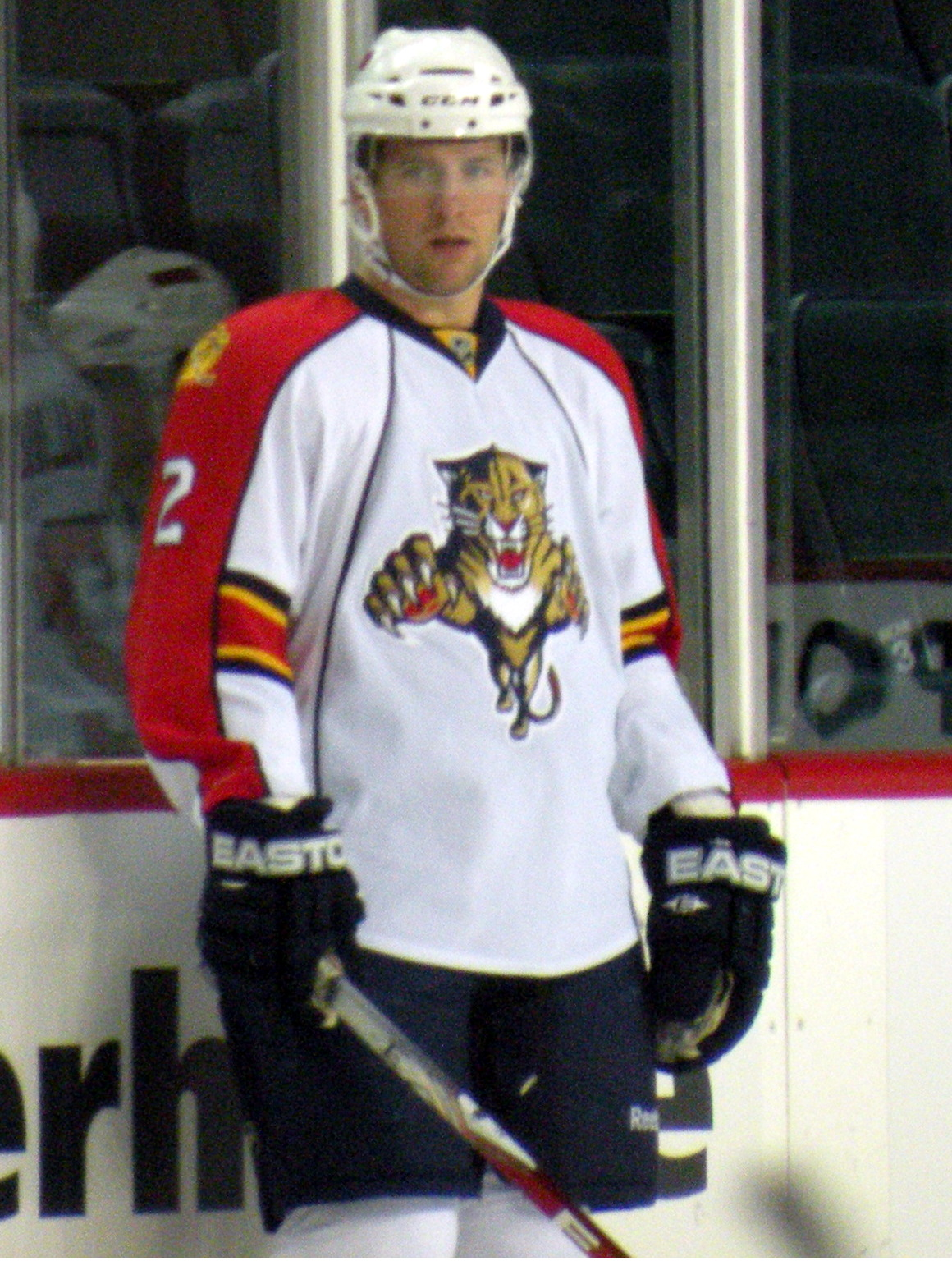
Ballard im Trikot der Florida Panthers

Keith Ballard begann seine Karriere als Eishockeyspieler in der United States Hockey League, in der er von 1999 bis 2001 jeweils eine Spielzeit lang für die Mannschaft des USA Hockey National Team Development Program und der Omaha Lancers auf dem Eis stand. Anschließend spielte der Verteidiger drei Jahre lang für die Eishockeymannschaft der University of Minnesota. In dieser Zeit wurde er im NHL Entry Draft 2002 in der ersten Runde als insgesamt elfter Spieler von den Buffalo Sabres ausgewählt, die ihn allerdings ein Jahr später zu den Colorado Avalanche transferierten. Wiederum nur ein Jahr später, nach seinem letzten Universitäts-Jahr, wurde Ballard erneut abgegeben, dieses Mal an die Phoenix Coyotes. Während des NHL-Lockouts in der Saison 2004/05 gab Ballard sein Debüt im professionellen Eishockey, als er die gesamte Spielzeit für das damalige Farmteam der Coyotes, die Utah Grizzlies aus der American Hockey League, auf dem Eis stand.
Nach drei Jahren im NHL-Team der Coyotes wurde Ballard am 20. Juni 2008 von Phoenix zusammen mit Nick Boynton und einem zuvor von den Ottawa Senators erhaltenen Zweitrunden-Wahlrecht in den NHL Entry Draft 2008 im Tausch für Olli Jokinen an die Florida Panthers abgegeben.
Im Juli 2013 wurde sein Kontrakt von den Vancouver Canucks frühzeitig ausbezahlt (buy out). Wenige Tage später unterzeichnete er einen Zweijahresvertrag bei den Minnesota Wild. Dieser wurde im Anschluss nicht verlängert, sodass Ballard vorerst auf der Suche nach einem neuen Arbeitgeber war. Im Dezember 2015 verkündete er dann das Ende seiner aktiven Karriere. Im August 2016 gaben die Minnesota Wild bekannt, dass Ballard fortan in deren Management tätig ist.

### International
Für die USA nahm Ballard an der U18-Junioren-Weltmeisterschaft 2000, der U20-Junioren-Weltmeisterschaft 2002, sowie den A-Weltmeisterschaften 2004, 2007, 2008 und 2009 teil. Im Jahr 2004 gewann Ballard mit der US-amerikanischen Nationalmannschaft die Bronzemedaille bei der WM.

## Erfolge und Auszeichnungen
| - 2001 Clark-Cup-Gewinn mit den Omaha Lancers - 2001 USHL First All-Star Team - 2002 WCHA All-Rookie Team - 2002 NCAA-Division-I-Championship mit der University of Minnesota - 2003 Broadmoor-Trophy-Gewinn mit der University of Minnesota - 2003 WCHA First All-Star Team | - 2003 NCAA-Division-I-Championship mit der University of Minnesota - 2004 Broadmoor-Trophy-Gewinn mit der University of Minnesota - 2004 WCHA First All-Star Team - 2004 NCAA West First All-American Team - 2005 Teilnahme am AHL All-Star Classic |

### International
- 2004 Bronzemedaille bei der Weltmeisterschaft

## Karrierestatistik

### International
Vertrat die USA bei:
| - U18-Junioren-Weltmeisterschaft 2000 - U20-Junioren-Weltmeisterschaft 2002 - Weltmeisterschaft 2004 | - Weltmeisterschaft 2007 - Weltmeisterschaft 2008 - Weltmeisterschaft 2009 |

(Legende zur Spielerstatistik: Sp oder GP = absolvierte Spiele; T oder G = erzielte Tore; V oder A = erzielte Assists; Pkt oder Pts = erzielte Scorerpunkte; SM oder PIM = erhaltene Strafminuten; +/− = Plus/Minus-Bilanz; PP = erzielte Überzahltore; SH = erzielte Unterzahltore; GW = erzielte Siegtore; 1 Play-downs/Relegation; Kursiv: Statistik nicht vollständig)